# Premio Naoki
Il premio Naoki Sanjūgo (直木三十五賞?, Naoki Sanjūgo Shō) è un prestigioso riconoscimento letterario giapponese, meglio conosciuto come Premio Naoki. Venne istituito nel 1935, insieme al Premio Akutagawa, da Kan Kikuchi, direttore della rivista Bungei Shunjū, in memoria dello scrittore
Naoki Sanjūgo. È sponsorizzato dall'Associazione per la Promozione della Letteratura Giapponese (Nihon Bungaku Shinkō Kai). Viene assegnato due volte l'anno, e il vincitore riceve un orologio e la somma di un milione di yen (poco meno di 9.500 euro, stima 2011).

## Albo d'oro
- 1949/1 Tsuneo Tomita	(Omote 面?, lett. faccia e Irezumi 刺青?, lett. tatuaggio)
- 1949/2 Katsurō Yamada (Umi no Haien 海の廃園?)
- 1960/1 Shōtarō Ikenami (Sakuran, 錯乱)
- 1960/2 Daikichi Terauchi (Hagure Nenbutsu, はぐれ念仏) e Yasuji Toita (Danjūrō Seppuku Jiken, 團十郎切腹事件)
- 1970/1 Junichi Watanabe (Hikari to Kage, 光と影) e Yūki Shōji (Gunki ha tameku motoni, 軍旗はためく下に)
- 1970/2 Jō Toyoda (Nagara-gawa, 長良川)
- 1971/1 non assegnato
- 1971/2 non assegnato
- 1972/1 Hisashi Inoue (Tegusari shinjū, 手鎖心中) e Tsunabuchi Kenjō (Zan, 斬)
- 1972/2 non assegnato
- 1973/1 Shuhei Fujisawa  (Ansatsu no nenrin, 暗殺の年輪) e Hideo Osabe (Tsugaru yozare bushi, 津軽世去れ節)
- 1973/2 non assegnato
- 1974/1 Giichi Fujimoto (Oni no uta, 鬼の詩)
- 1974/2 Ryō Hanmura (Amayadori, 雨やどり) e Magoroku Ide (Atorasu densetsu, アトラス伝説)
- 1975/1 non assegnato
- 1975/2 Ryūzō Saki (Fukushūsuru wa ware ni ari, 復讐するは我にあり)
- 1976/1 non assegnato
- 1976/2 Kyōzō Miyoshi (Kosodategokko, 子育てごっこ)
- 1977/1 non assegnato
- 1977/2 non assegnato
- 1978/1 Yō Tsumoto (Shinchō no umi, 深重の海) e Takehiro Irokawa (Rikon, 離婚)
- 1978/2 Tomiko Miyao (Ichigen no koto, 一絃の琴) e Natsuo Ariake (Dai naniwa shonin ōrai, 大浪花諸人往来)
- 1979/1 Atoda Takashi (Napporeon kyō, ナポレオン狂) e Komimasa Tanaka (Rōkyokushi asahi maru no hanashi, 浪曲師朝日丸の話) e (Mimi no koto,ミミのこと)
- 1979/2 non assegnato
- 1980/1 Kuniko Mukōda (Hana no namae", 花の名前), (Kawauso", かわうそ) e ("Inugoya", 犬小屋) e Kageki Shimoda (Kiiroi kiba, 黄色い牙)
- 1980/2 Masanori Nakamura (Genshu no muhon, 元首の謀叛)
- 1981/1 Yukio Aoshima (Ningen banji saiō ga hinoe uma, 人間万事塞翁が丙午)
- 1981/2 Kōhei Tsuka (Kamata kōshin kyoku, 蒲田行進曲) e Akira Mitsuoka (Kirai, 機雷)
- 1982/1 Yūsuke Fukada (Ennetsu shōnin, 炎熱商人) e Tomomi Muramatsu (Jidai ya no nyōbō, 時代屋の女房)
- 1982/2 non assegnato
- 1983/1 Kōshi Kurumizawa (Kuropan Furyoki, 黒パン俘虜記)
- 1983/2 Takurō Kanki (Shiseikatsu, 私生活) e Osamu Takahashi (Hiden, 秘伝)
- 1984/1 Mikihiko Renjō (Koibumi, 恋文) e Toshizō Nanba (Ten-noji mura, てんのじ村)
- 1984/2 non assegnato
- 1985/1 Yōko Yamaguchi (Enka no mushi, 演歌の虫)
- 1985/2 Seigo Morita (Uo kashi monogatari, 魚河岸ものがたり) e Mariko Hayashi (Saishubin ni aida ni aeba, 最終便に間に合えば)
- 1986/1 Hiroko Minagawa (Koi beni, 恋紅)
- 1986/2 Gō Ōsaka (Gadis no akai hoshi, カディスの赤い星) e Shinpei Tokiwa (Tooi America, 遠いアメリカ)
- 1987/1 Eimi Yamada (Sōru Myūjikku Rabāzu Onrī, ソウル・ミュージック・ラバーズ・オンリー) e Ichirō Shiraishi (Kairo den, 海狼伝)
- 1987/2 Makio Abe (Sorezore no shūgakushō, それぞれの終楽章)
- 1988/1 Kageyama Tamio (Tōi umi kara kita COO, 遠い海から来たCOO) e Masaaki Nishiki (Kooreru hitomi, 凍れる瞳)
- 1988/2 Akiko Sugimoto (Tōkyō shindaihashi uchūzu, 東京新大橋雨中図) e Shizuko Tōdō (Urete yuku natsu, 熟れてゆく夏)
- 1989/1 Nejime Shōichi (Kōenji junjō shōtengai, 高円寺純情商店街) e Akira Sasakura (Tooi kuni kara no satsujin sha, 遠い国からの殺人者)
- 1989/2 Seiji Hoshikawa (Shōden shō, 小伝抄) e Ryō Hara (Watashi ga koroshita shōjo, 私が殺した少女)
- 1990/1 Tsumao Awasaka (Kage kikyō, 蔭桔梗)
- 1990/2 Kaoru Furukawa (	Hyōhakusha no aria, 漂泊者のアリア)
- 1991/1 Masamitsu Miyagitani (Natsu hime shunjū, 夏姫春秋) e Sunao Ashihara (Seishun dendeke dekedeke, 青春デンデケデケデケ)
- 1991/2 Yoshio Takahashi (Okami bugyō, 狼奉行) e Katsuhiko Takahashi (Akai kioku, 緋い記憶)
- 1992/1 Shizuka Ijūin (Uke zuki, 受け月)
- 1992/2 Tatsurō Dekune (sukuda jima futari shobō, 佃島ふたり書房)
- 1993/1 Kaoru Takamura (Makusu no yama, マークスの山) e Aiko Kitahara (Koi wasure gusa, 恋忘れ草)
- 1993/2 Arimasa Ōsawa (Shinjuku zame - Mugen ningyō, 新宿鮫-無間人形) e Masayoshi Satō (Ebisuya kihyōe tebikae, 恵比寿屋喜兵衛手控え)
- 1994/1 Yasuhisa Ebisawa (Kikyō, 帰郷) e Akihiko Nakamura (Futatsu no sanga, 二つの山河)
- 1994/2 non assegnato
- 1995/1 Shun Akasegawa (Hakkyū zan-ei, 白球残映)
- 1995/2 Iori Fujiwara (Terorisuto no parasoru, テロリストのパラソル) e Mariko Koike (Koi, 恋)
- 1996/1 Asa Nonami (Kogoeru kiba, 凍える牙)
- 1996/2 Masako Bando (Yamamba, 山妣)
- 1997/1 Jirō Asada (Poppaya, 鉄道員) e Setsuko Shinoda (Onnatachi no jihādo, 女たちのジハード)
- 1997/2 non assegnato
- 1998/1 Kurumatani Chōkitsu (Akame yonjūhachi-taki shinjū misui, 赤目四十八瀧心中未遂)
- 1998/2 Miyabe Miyuki (Riyū, 理由)
- 1999/1 Natsuo Kirino (Morbide guance, Yawaraka na hoho, 柔らかな頬) e Kenichi Sato  (Ōhi no Rikon, 王妃の離婚)
- 1999/2 Rei Nakanishi (Nagasaki burabura-bushi, 長崎ぶらぶら節)
- 2000/1 Yoichi Funado (Niji no tani no gogatsu, 虹の谷の五月) e Kazuki Kaneshiro (GO)
- 2000/2 Shigematsu Kiyoshi (Bitamin F, ビタミンF) e Yamamoto Fumio (Puranaria, プラナリア)
- 2001/1 Yoshinaga Fujita (Ai no ryōbun, 愛の領分)
- 2001/2 Yamamoto Ichiriki (Akanezora, あかね空) e Yuikawa Kei (Katagoshi no koibito, 肩ごしの恋人)
- 2002/1 Yuzaburo Otokawa (Ikiru, 生きる)
- 2002/2 non assegnato
- 2003/1 Ira Ishida (4-Teen, フォーティーン) e Yuka Murayama (Hoshiboshi no fune, 星々の舟)
- 2003/2 Kaori Ekuni (Gōkyūsuru jumbi wa dekiteita, 号泣する準備はできていた) e Natsuhiko Kyogoku (Kōsetsu hyaku monogatari, 後巷説百物語)
- 2004/1 Hideo Okuda (Kūchū Buranko, 空中ブランコ) e Tatsuya Kumagai (Kaikō no mori, 邂逅の森)
- 2004/2 Mitsuyo Kakuta (Taigan no kanojo, 対岸の彼女)
- 2005/1 Minato Shukawa (Hana manma, 花まんま)
- 2005/2 Keigo Higashino (Il Sospettato X, Yōgisha X no kenshin, 容疑者Xの献身)
- 2006/1 Eto Mori (Kaze ni maiagaru biniru shito, 風に舞いあがるビニールシート) e Shion Miura (Mahoroekimae Tada Benriken, まほろ駅前多田便利軒)
- 2006/2 non assegnato
- 2007/1 Kesako Matsui (Yoshiwara Tebikigusa, 吉原手引草)
- 2007/2 Kazuki Sakuraba (Watashi no otoko, 私の男)
- 2008/1 Areno Inoue (Kiriha he, 切羽へ)
- 2008/2 Kenichi Yamamoto (Rikyū ni Tazuneyo, 利休にたずねよ) e Arata Tando (Itamu Hito, 悼む人)
- 2009/1 Kaoru Kitamura (Sagi to yuki, 鷺と雪)
- 2009/2 Kazufumi Shiraishi (Hokanaranu hito he, ほかならぬ人へ) e Jō Sasaki (Haikyo ni kō, 廃墟に乞う)
- 2010/1 Kyoko Nakajima (Chiisai ōchi, 小さいおうち)
- 2010/2 Nobori Kiuchi (Hyōsa no utau, 漂砂のうたう) e Shusuke Michio (Tsuki to Kani, 月と蟹)
- 2011/1 Jun Ikeido (Shitamachi rokketo, 下町ロケット)
- 2011/2 Rin Hamuro (Higurashi no Ki, 蜩ノ記)
- 2012/1 Mizuki Tsujimura (Kagi no nai Yume wo Miru, 鍵のない夢を見る)
- 2012/2 Asai Ryo (Nanimono, 何者) e Abe Ryutaro (Tohaku, 等伯)
- 2013/1 Shino Sakuragi (Hotel Royal, ホテルローヤル)[1]
- 2013/2 Makate Asai (Love Song, 恋歌) e Kaoruko Himeno (Dog of Showa, 昭和の犬)
- 2014/1 Hiroyuki Kurokawa (Expulsion, 破門)
- 2014/2 Kanako Nishi (Farewell!, サラバ!)
- 2015/1 Akira Higashiyama (Ryu, 流)
- 2015/2 Bunpei Aoyama (Tsuma wo Metorava, つまをめとらば)
- 2016/1 Hiroshi Ogiwara (Umi no Mieru Rihatsuten, 海の見える理髪店)
- 2016/2 Riku Onda (Hachimitsu to Enrai, 蜂蜜と遠雷)
- 2017/1 Shogo Sato (Tsuki no Michikake, 月の満ち欠け)
- 2017/2 Yoshinobu Kadoi (Gingatetsudo no Chichi, 銀河鉄道の父)
- 2018/1 Rio Shimamoto (Fāsuto Rabu, ファーストラヴ)
- 2018/2 Junjō Shindō (Takarajima, 宝島)
- 2019/1 Masumi Oshima (Uzu Imoseyama Onna Teikin Tamamusubi,渦 妹背山婦女庭訓 魂結び)[2]
- 2019/2 Soichi Kawagoe, Netsu Gen (熱源)[3]
- 2020/1 Hase Seishū, Shonen to Inu (少年と犬)[4]
- 2020/2 Naka Saijo, Urasabishigawa (心淋し川)[5]
- 2021/1 Toko Sawada, Hoshi ochite, nao (星落ちて、なお) e Norikazu Sato, Tezcatlipoca (テスカトリポカ))[6]
- 2021/2 Shōgo Imamura, Saiō no Tate (塞王の楯) e Honobu Yonezawa Kokurō-jō (黒牢城)
- 2022/1 Misumi Kubo, Yoru ni Hoshi wo Hanatsu (夜に星を放つ)[7]
- 2022/2 Satoshi Ogawa, Chizu to Kobushi (地図と拳) e Akane Chihaya, Shirogane no Ha (しろがねの葉)[8]
- 2023/1 Ryōsuke Kakine, Gokuraku Seii-taishōgun (極楽征夷大将軍) e Sayako Nagai, Kobiki-chō no Adauchi (木挽町のあだ討ち)[9]
- 2023/2 Akiko Kawasaki, Tomogui (ともぐい) e Manabu Makime, Hachigatsu no Gosho-ground (八月の御所グラウンド)[10]